# Augusto Stock
Augusto Stock ou August Stock (Haunichen, Saxônia, 22 de agosto de 1833 — Joinville, 31 de janeiro de 1907) foi um político brasileiro.
Exerceu, entre 1877 e 1881, a presidência da Câmara Municipal de Joinville, com funções executivas outorgadas futuramente a prefeitos.
Teve o mandato suspenso por um mês.
Stock era açougueiro. Ele faleceu em 31 de janeiro de 1907.